# 于鏡濤
于 鏡濤（う きょうとう）は、中華民国・満州国の政治家・警察官僚。字は鑑寰。

## 事績
ハルビン高等学校を卒業し、後に東省鉄路警備処副処長となっている。
1932年（大同元年）の満洲国成立後に、于鏡濤は東省特別区警備隊総隊長兼警察高等学校教務長に就任した。1935年（康徳2年）12月、ハルビン特別市警察庁庁長となる。1937年（康徳4年）7月、首都警察庁警察総監に任ぜられた。 1940年（康徳7年）5月16日、濱江省長に任命されている。1943年（康徳10年）4月20日、奉天省長・徐紹卿が依願免官となったため、于が横滑りで後任の奉天省長に特任された。1945年（康徳12年）3月12日、新設された国民勤労部の大臣に起用されている。
満洲国崩壊が目前に迫った1945年8月10日（または11日）、新京特別市長・張聯文に替わり于鏡濤が後任市長となった。張は人当たりが良いものの戦時対応には「不適当」と見なされ、于が起用されたとのことである。
満洲国滅亡後、于鏡濤はソ連軍に逮捕、連行された。1950年、中華人民共和国に送還され、撫順戦犯管理所に収監された。1966年、特赦により釈放されている。晩年は長春市図書館で勤務し、長春市政治協商会議文史委員会委員も兼ねた。1986年4月、死去。享年91。

## 注
1. 1 2 3 4  徐主編(2007)、35頁。
2. 1 2 3  尾崎監修(1940)、4頁
3. 1 2 3 4  王ほか主編(1995)。
4. ↑  張編著(1997)、7頁。
5. ↑  満洲国史編纂委員会編(1956)、113頁。
6. ↑  満洲国史編纂委員会編(1956)、164頁。
7. ↑  満洲国史編纂委員会編(1956)、196頁。
8. ↑  劉ほか編(1995）、1205・1189・1172頁
9. ↑  成田(1983)、13頁。
10. ↑  張編著(1997)、8頁。